# هولي وودز
هولي وودز (بالإنجليزية: Holly Woods)‏ هي مغنية أمريكية، ولدت في 1953.

## وصلات خارجية
- هولي وودز على موقع IMDb (الإنجليزية)
- هولي وودز على موقع ميوزك برينز (الإنجليزية)
- هولي وودز على موقع ديسكوغز (الإنجليزية)